# Sirio il Dragone
(Colpo principale di Sirio il Dragone, nella versione originale e nell'adattamento italiano dell'anime)
Sirio il Dragone (龍星座の紫龍?, Dragon no Shiryū) è un personaggio della serie manga e anime I Cavalieri dello zodiaco, scritto e disegnato da Masami Kurumada.
È uno dei cinque Cavalieri di Bronzo protagonisti e appartiene alla costellazione del Dragone; in Saint Seiya Next Dimension, sequel della serie originale, viene riconosciuto come futuro Cavaliere d'oro della Bilancia e quindi successore del suo maestro Dohko.
Nella prima traduzione italiana del manga viene chiamato Sirio del Dragone, mentre nelle edizioni successive e nell'adattamento Dynamic dei film è stato chiamato Shiryu di Dragon, traduzione letterale del nome originale ("Shiryū" in giapponese significa "Dragone viola"); spesso anche i suoi nemici gli si rivolgono col nome della sua costellazione, diventato nell'adattamento italiano dell'anime un suo ricorrente soprannome (mentre il suo nome è diventato "Sirio").
Compare in tutti i film della serie così come in altri media, compresi tutti i videogiochi, OAV e altre serie manga. È stato commercializzato diverso merchandise basato su Shiryū incluse figurine, peluche e numerose action figures.

## Storia (serie classica/Next Dimension/Ω)

### Serie classica

#### Grande Tempio
Shiryū viene inviato ad allenarsi in Cina, precisamente ai Cinque Picchi vicino al monte Lu, dove viene addestrato da Dohko, l'anziano Cavaliere d'oro della Bilancia, e incontrando la giovane Shunrei, un'orfana cresciuta dallo stesso e con la quale nasce un sentimento reciproco.
In seguito alla conquista dell'armatura partecipa alla Galaxian War affrontando nel secondo incontro Seiya e venendo sconfitto: quest'ultimo, infatti, riesce a trovare il suo punto debole, il cuore, ma quando lo salva dagli effetti del suo stesso colpo tra i due nasce una grande amicizia.
Dopo l'improvviso arrivo di Ikki e dei Cavalieri neri suoi seguaci, che rubano l'armatura d'oro del Sagittario prevista come premio per il vincitore, Shiryu non si dirige alla ricerca dei vari pezzi con gli amici cavalieri ma si reca da Mu per riparare la sua armatura e quella di Seiya, ripristinandole tramite l'utilizzo di due terzi del suo sangue; superata questa prova di coraggio, il Cavaliere d'oro decide di salvarlo e ordina a Kiki di riportare l'armatura di Pegasus al suo possessore. Dopo la guarigione Shiryū raggiunge la Valle della Morte (nel manga lo scontro avviene nelle caverne del Fuji) per aiutare i suoi compagni nella lotta contro i Cavalieri neri: qui affronta prima la sua controparte, Black Dragon (e, solo nel manga, anche il fratello gemello cieco di quest'ultimo), e successivamente, con l'aiuto dei suoi amici, riesce a sconfiggere Ikki, facendolo tornare in sé.
In seguito Shiryū e i suoi amici si trovano ad affrontare i sicari, tra cui i Cavalieri d'Argento, del Grande Sacerdote, inviati per ucciderli in quanto colpevoli di aver usato le proprie armature per scopi personali e per recuperare l'armatura del Sagittario: i cavalieri apprendono in questo frangente che Saori Kido in realtà è la reincarnazione di Atena e che il Sacerdote aveva provato a ucciderla quando era in fasce, ma la piccola era stata salvata dal cavaliere del Sagittario Aiolos, che l'aveva affidata al miliardario Mitsumasa Kido. Durante uno di questi scontri Shiryu si trova a confrontarsi con Argor, cavaliere d'argento di Perseo che possiede lo scudo di Medusa, capace di pietrificare all'istante; rimasto solo poiché i suoi compagni erano stati pietrificati, il giovane cavaliere decide di accecarsi con le proprie mani per salvare i suoi amici, riuscendo alla fine a sconfiggere il nemico. A causa della cecità Shiryū rimane fuori dai combattimenti per un breve periodo, ritornando in azione appena prima dello scontro con i Cavalieri d'oro.
Shiryū si reca quindi in Grecia con Saori, Seiya, Hyoga e Shun per smascherare gli intrighi del Sacerdote trovandosi a combattere contro i Cavalieri d'oro: alla quarta casa affronta Deathmask di Cancer, inviato in precedenza ai Cinque Picchi per convincere il suo maestro a schierarsi con il Grande Sacerdote (all'insaputa di Shiryū, infatti, l'anziano maestro è il Cavaliere della Bilancia). Dopo un difficile scontro Shiryū riesce a sconfiggere il malvagio cavaliere vicino allo Yomotsu Hirasaka, il luogo che conduce all'Inferno dove Deathmask lo aveva inviato: la rabbia per l'attacco rivolto dal Cavaliere del cancro a Shunrei, l'aumento del cosmo fino al Settimo senso e la volontà dell'armatura d'oro, che si ribella alla malvagità di Deathmask lasciandolo inerme, decretano la vittoria di Shiryū, che grazie all'espansione del suo cosmo ritrova anche la vista.
Alla settima casa riesce a liberare l'amico Hyoga dalla teca di ghiaccio in cui l'aveva rinchiuso Camus di Aquarius usando le armi di Libra, mentre alla decima decide di facilitare l'avanzata dei suoi compagni rimanendo indietro a combattere contro Shura di Capricorn: nello scontro con quest'ultimo Shiryū decide di usare una tecnica a lui proibita dal suo maestro, il Rozan Koryuha, con cui sacrifica sé stesso per fermare e far capire la verità al cavaliere del Capricorno; quest'ultimo, al culmine della tecnica, capisce di essere stato ingannato dal Grande Sacerdote e decide di rimediare ai suoi sbagli, salvando Shiryū rivestendolo della sua Armatura d'oro e donandogli la sacra spada Excalibur in suo possesso.
Riportato in vita da Saori, Shiryu, assieme ai suoi compagni, aiuta Seiya, che riesce a battere Saga, il quale si suicida chiedendo perdono ad Atena dopo essere stato epurato della sua parte malvagia.

#### Asgard
Nella saga di Asgard, presente solo nell'anime, Shiryū e i suoi compagni affrontano Hilda, celebrante di Odino resa malvagia dall'Anello del Nibelungo, e i cavalieri del nord. Shiryū affronta, sconfiggendoli, prima Fenrir, poi Alberich, e infine, insieme ai compagni, Siegfried. In questa occasione è proprio Shiryū a individuare il punto debole dell'avversario, il cuore, indicando a Seiya dove colpire.

#### Nettuno
Nella saga di Poseidone, ambientata nel regno sottomarino di quest'ultimo, Shiryū affronta e sconfigge in una dura lotta il Generale degli Abissi Krishna di Chrysaor e distrugge la colonna sacra da lui protetta, ma nello scontro perde temporaneamente la vista a causa della tecnica accecante del nemico. In seguito si dirige verso il tempio del dio mare e, nello scontro decisivo, ottiene il supporto dell'armatura della Bilancia e insieme ai suoi compagni ne utilizza le sacre armi per abbattere l'enorme colonna portante, senza tuttavia riuscirci. Alla fine, insieme ai compagni, riesce a salvare Saori, prigioniera nella colonna portante del regno sottomarino, la quale sigillerà nuovamente il dio dei mari nell'anfora sacra.

#### Hades
Nella serie di Hades Shiryū, dopo aver sconfitto i redivivi Cavalieri d'argento Argor, Dante e Capella (solo nell'anime), si reca al Santuario, ma riceve una fredda accoglienza in quanto Atena aveva ordinato che i cinque Cavalieri di bronzo non dovessero più combattere. In seguito alla morte di Atena e alla corsa verso il castello tedesco base di Hades, riesce a risvegliare l'Ottavo senso per recarsi da vivo nel regno dei morti e portare ad Atena la sua armatura divina.
Dopo aver sconfitto alcuni Spectre minori insieme a Hyoga, si riunisce ai suoi compagni alla Giudecca, quartier generare di Hades nell'oltretomba, davanti al Muro del Pianto, che verrà distrutto grazie all'eroico sacrificio dei Cavalieri d'oro. Lì, prima di addentrarsi nell'iperdimensione che divide l'inferno dall'Elisio, si scontra contemporaneamente con tre potenti Specter, Shilfield di Basilisco, Gordon del Minotauro e Queen di Alraune, sconfiggendoli, per poi essere trasportato nell'Elisio da Hyoga, che aveva risvegliato le ali della sua armatura.
Durante lo scontro nell'Elisio la sua armatura diventa un'armatura divina grazie al suo cosmo e al sangue di Atena ricevuto in precedenza e grazie a essa Shiryu riesce a sconfiggere il dio Hypnos assieme a Hyoga e con il supporto dei suoi compagni si unisce ad Atena per infliggere il colpo di grazia al dio Hades. Nel finale, sconfitto e ucciso Hades definitivamente, Inferno e Elisio scompaiono per sempre, è non si capisce se Shiryu e tutti gl'altri siano vivi oppure no.

### Next Dimension

Sirio sulla copertina del settimo volume dell'edizione italiana di Saint Seiya - Next Dimension - Myth of Hades

Nel manga seguito canonico della serie classica Next Dimension, ambientato poco dopo lo scontro con Hades, Shiryū, insieme a Shunrei, ha adottato un bambino orfano di nome Shoryu e vivono insieme ai cinque picchi (Goro-ho). Egli viene raggiunto da Hyoga che gli chiede di aiutarlo per salvare Seiya dalla maledizione di Hades, rifiutando però la proposta. In seguito giunge l'Angelo Toma che si scontra con lui colpendolo più volte e gettandolo poi nella grande cascata. In seguito a questo duello, Shiryu decide di muoversi e di raggiungere Hyoga. Giunto alle pendici del monte Olimpo, si unirà a Hyoga (anche lui in quel luogo) e insieme raggiungeranno il lago di Chronos (accompagnati dalla strega lunare Ecate) dal quale varcheranno il passaggio spazio-temporale che li conduce nel XVIII secolo, dove si trova Atena. Giunto nel passato, Shiryu cadrà dinnanzi alla settima casa della Bilancia, dove troverà ad attenderlo il suo vecchio maestro di quel tempo, il Gold Saint della Bilancia Dohko (da giovane), al quale cercherà di spiegare tutto l'accaduto, ma il Gold Saint, trovando difficile credere all'incredibile storia che Shiryu gli racconta, decide di scacciarlo scontrandosi contro di lui tramite le tecniche segrete Rozan Shoryu-ha. Al termine di un breve scontro, Dohko riconosce Shiryu come sue erede e allievo nel futuro, dicendogli che in futuro sarà anche il suo degno successore (Gold Saint di Libra). Poi lo fa proseguire verso l'ottava casa con l'incarico di raggiungere Atena e proteggerla. Tentando di raggiungere l'ottava casa dello scorpione, Shiryu si accorge che lo scorrere del tempo si è alterato, è cadendo in una distorsione spazio-temporale Shiryu vedrà un sogno che gli mostrerà come sarà la sua vita nel futuro. Giunto alla casa dello Scorpione si scontra con il Gold Saint Ecarlate dello Scorpione che lo colpisce con tutte è 15 le punture dello Scorpione, le 15 mortali Scarlet Needle. Alla fine del duello passerà l'ottava casa, nella quale ha ottenuto dal Dio Dragone, la "gemma del drago" che ora appare nel suo tatuaggio e ch'era nascosta nel bastone del suo maestro Dohko. Intanto al Santuario si verificano dei terremoti è risorge dalle profondità del terreno il gigantesco Tempio del leggendario Ofiuco, la cui energia soprannaturale addormentata tutti gli abitanti del Santuario compresi tutti i Saints. Shiryu invece non viene colpito dalla soprannaturale energia e prosegue entrando insieme a Shun (che incontra lungo la scalinata) nel tempio di Ofiuco. Inseguito Shiryu insieme a Hyoga, Shun e Ikki, combattono contro il leggendario Asclepius di Ophiuchus che giunto al Tempio di Ofiuco tenta più volte di uccidere Atena. Inoltre si viene a conoscenza che il viaggio nel tempo intrapreso da Saori rischia di distruggere il mondo intero. Alla fine grazie alla "freccia della dea" e ai 12 Gold Cloth, Asclepius viene rispedito nel Tartaro, Seiya viene salvato dal cosmo di Atena contenuto nei bracciali fioriti di Tenma e Seiya, che fanno scomparire la spada di Hades, salvando Seiya. Inoltre grazie ai consigli di Odysseus, ritornano tutti al loro presente nel 1990, un istante prima che il mondo venga distrutto, quindi tutto si risolve per il meglio, nel diciottesimo secolo nessuno ricorda più nulla dell'accaduto, è Tenma insieme a Sasha(Atena del diciottesimo secolo) e i 12 Gold Saint danno inizio alla guerra sacra contro Hades del loro tempo. Saori insieme a Shiryu e gl'altri compreso Seiya, vengono poi giudicati sull'Olimpo dalle divinità Artemide dea della Luna e Apollo dio del Sole, fratelli maggiori di Athena, è per aver quasi distrutto il mondo intero per salvare la vita di un solo uomo cioè Seiya, Apollo al fine decide di cancellare la memoria di Saori e dei 5 Bronze Saint, è con un colpo li rispedisce sulla terra dove, privi di memoria, possono ora vivere una vita normale come gli altri esseri umani.

### Saint Seiya Ω
In Saint Seiya Ω, serie animata non canonica ambientata molti anni dopo la saga di Hades, Shiryu e Shunrei hanno avuto un figlio di nome Ryuho. Dopo la prima battaglia contro Mars, Shiryu perde tutti e cinque i sensi. Non potendo più combattere, si dedica quindi all'addestramento del figlio. Nella seconda e ultima stagione riesce a recuperare i cinque sensi e, in veste di nuovo Cavaliere d'oro della Bilancia, aiuterà a sconfiggere alcuni guerrieri palassite della dea Pallas.

## Armatura
L'armatura del dragone era posizionata ai piedi della cascata dei Cinque picchi (la prova finale per ottenerla è proprio invertirne il corso grazie al proprio cosmo) e si dice che la forza della corrente l'abbia resa più resistente del normale; dal colore verde acqua, sul bracciale sinistro essa reca lo scudo del drago, che si dice essere indistruttibile: tale fama si è tuttavia rivelata falsa, essendo stato questo più volte tagliato o perforato da avversari potenti. Lo scudo tuttavia offre a Shiryu una grande protezione dagli assalti fisici e non.
Il bracciale destro si dice essere potente in attacco quanto lo scudo in difesa, infatti quando Shiryu si colpisce lo scudo nello scontro con Seiya entrambi vanno a pezzi. Durante la serie di Hades, grazie al sangue di Atena, l'armatura subirà un'evoluzione e sul bracciale destro compariranno le forme della testa del drago che risiedevano prima sull'elmo.
Nel manga viene detto che il Bronze Cloth del Dragone è l'incarnazione di un Drago.
Dopo la battaglia alle dodici case, l'armatura viene riparata e rigenerata grazie al sangue dei Cavalieri d'oro ed è diventata Dragone di Smeraldo (nome usato solo nell'adattamento italiano dell'anime).
Shiryu ha utilizzato spesso l'armatura della Bilancia o alcune sue armi, in particolare nella settima casa al Santuario per liberare Hyoga dalla Freezing Coffin in cui l'aveva confinato Camus dell'Acquario, contro Poseidon, nel terzo film contro Febo e contro Thanatos nella serie di Hades.
Nella battaglia finale nei campi Elisi contro il Dio Hades, il Cloth di Shiryu grazie al sangue divino di Atena diviene temporaneamente un "Armatura Divina", il God Cloth del Dragone, molto più potente persino dei Gold Cloth.

## Caratteristiche
La caratteristica principale di Sirio, non è tanto le sue capacità marziali, quanto quelle strategiche. Sirio è quello che più di ogni altro per sconfiggere i suoi nemici fa certamente affidamento alla sua forza di volontà, ma soprattutto ciò che lo fa uscire vincitore dalle situazioni più difficili è l'uso della tattica in combattimento, anche se può portare a sacrifici enormi, come privarsi della vista.

## Segno

Il Dragone cinese che ha ispirato Kurumada, qui nella bandiera della dinastia Qing

Il Dragone raffigurato da Kurumada prima e da Araki in seguito non è il drago della mitologia cui la costellazione del Dragone è associato. Come per altri personaggi, ad esempio Ban, l'autore di Saint Seiya ha compiuto originali e apprezzabili commistioni di culture rendendo la storia un riuscito intreccio di tradizioni e personaggi. Sfruttando l'idea generica di drago presente in svariati luoghi del mondo (basti pensare al Galles o al mito di San Giorgio) e la presenza della costellazione in cielo, Kurumada ha raffigurato il Dragone più come un Drago cinese abbandonando l'immagine greca del Drago sconfitto da Eracle. Questa scelta abbraccia in maniera nettamente migliore lo spirito dell'opera, basato sullo scontro fisico tipicamente orientale, ma si sposa bene anche con l'evoluzione del personaggio e sul luogo della sua vita prima dell'investitura, ovvero la Cina.
Sia la rappresentazione dei vari draghi che compaiono durante l'esecuzione dei colpi di Shiryu, sia l'elmo della prima armatura e il bracciale della terza richiamano in maniera evidente il Drago orientale.

## Colpi
- Rozan Shoryuha (廬山昇龍覇?, Rozan Shōryūha, Sommo drago che sorge dal monte Lu[30]): il colpo principale di Shiryu, con cui è anche in grado di uccidere l'avversario, consistente in un potentissimo pugno nel quale è concentrato il cosmo del cavaliere e dal quale sorge un enorme dragone; con questa tecnica è stato in grado di invertire il corso della grande cascata dei Cinque Picchi(Monte Lu) (nel manga viene spiegato come ciò sia un'impresa straordinaria e impossibile per chiunque non sia un Saint che sappia usare pienamente i grandi poteri del cosmo[31]. Viene spiegato inoltre che chi utilizza questa tecnica deve essere un Saint molto preparato fisicamente poiché quando la si usa il flusso del sangue del corpo ribolle e cambia direzione proprio come le acque della cascata che vengono invertite, è questo richiede un grande sforzo fisico.[31]). Il punto debole di questa tecnica sta nel fatto che, durante il lancio, il cuore di Shiryu rimane indifeso al contrattacco per un centesimo di secondo e il suo utilizzo se si è gravemente feriti o debilitati può essere molto pericoloso in quanto essa inverte momentaneamente il flusso sanguigno. Come visto in Next Dimension questa tecnica non ha alcun effetto contro Shiryu stesso, poiché la conosce troppo bene e quindi sa come neutralizzarla[32]. Nell'OAV La Dea della Discordia, nel combattimento contro Yan dello Scudo viene rivelato che la potenza del colpo aumenta se Shiryu è vicino a uno specchio d'acqua. Nell'adattamento anime italiano il nome della tecnica è stato tradotto in Colpo Segreto del Drago Nascente.
- Rozan Ryuhisho (廬山龍飛翔?, Rozan Ryūhishō, Volo del drago del monte Lu[30]): Shiryu attacca l'avversario proiettandosi contro di esso in volo; nella Saint Seiya Encyclopedia questa tecnica viene descritta come molto violenta. Secondo la rivista Cosmo Special, Shiryu avvolge il suo corpo con il suo Cosmo per darsi una spinta, pertanto è un colpo fisico, a differenza del Rozan Shō Ryū Ha che è principalmente un'emanazione del Cosmo guidata dal pugno. Il nome Colpo del drago volante è stato utilizzato nella prima edizione del manga pubblicato da Granata Press, mentre nell'adattamento italiano dell'anime viene chiamata come la tecnica precedente.
- Rozan Hyakuryuha (廬山百龍覇?, Rozan Hyakuryūha, Colpo dei cento draghi del monte Lu[30]): variante più complessa e potente del Rozan Shoryuha con la quale Shiryu scaglia numerosi pugni sotto forma di draghi contro il nemico. Appresa dal proprio maestro dopo averla vista in un'unica occasione, viene utilizzata solo nella serie di Hades. Nell'adattamento italiano dell'anime è chiamato Colpo dei cento Draghi Nascenti e nel manga classico viene descritta come "una serie di innumerevoli draghi che attraversano il cielo"[33].
- Rozan Koryuha (廬山亢龍覇?, Rozan Kōryūha, Sommo drago che raggiunge il limite estremo): la tecnica più potente di Shiryu, in grado di renderlo più forte di qualsiasi avversario a costo però della sua stessa vita; nel manga viene spiegato che, attraverso essa, Shiryu concentra tutto il potere della costellazione del Drago dentro il suo corpo e ciò lo rende incredibilmente potente (nel manga il vecchio maestro Dohko spiega che Shiryu usando il Koryuha diventa l'uomo più forte sulla terra, più forte persino di lui che è un Gold Saint) ma con le gravissime conseguenze già indicate[34], motivo per cui il suo maestro Dohko gliene ha proibito categoricamente l'uso. Nell'eseguire questo colpo Shiryu afferra l'avversario alle spalle e, richiamando a sé il grande cosmo della sua costellazione, lo immobilizza per poi innalzarsi verso il cielo a grande velocità sino a fuoriuscire dall'atmosfera. Come viene spiegato l'attrito generato riduce in cenere sia Shiryu che l'avversario. Nel manga chi osserverà Shiryu mentre si utilizza questa tecnica per sconfiggere Shura, afferma che era come vedere un drago che si innalza nel cielo sino a sparire tra le stelle[34]. Nell'adattamento italiano dell'anime è chiamato Pienezza del Dragone.
- Excalibur (聖剣?, Ekusukaribā, lett. spada sacra, ma pronunciata Excalibur attraverso l'uso del furigana): tecnica ereditata da Shura di Capricorn con cui Shiryu è capace di tagliare qualunque cosa grazie alla lama che risiede nel suo braccio destro; per poter essere eseguita, tuttavia, Shiryu deve raggiungere il Settimo senso.

### Altre capacità
- 7° senso : è il senso che dona il pieno potere del cosmo di un Saint, che diviene potente quanto il cosmo dei 12 Gold Saint. Nel manga viene spiegato che normalmente solo i Gold Saint possiedono il settimo senso, Shiryu lo acquisisce la prima volta durante la battaglia alle 12 case dello zodiaco.[35]

- 8° senso (Arayashiki) : nel manga classico viene spiegato che è un senso superiore ai primi sette sensi, superiore anche al settimo senso, è che per acquisirlo bisogna superare il cosmo del settimo senso, cosa che accade molto raramente. L'Ottavo senso dona la capacità a coloro che lo aquisiscono da vivi[36]di entrare da vivi nel regno dei morti, cosa normalmente impossibile agli esseri viventi. Shiryu lo acquisisce per entrare nel regno di Hades durante la guerra sacra del ventesimo secolo contro il dio.[37]

## Errori e peculiarità
- Shiryu perde la vista ben due volte nell'arco della serie; inoltre, nella saga di Asgard (presente solo nell'anime), Shiryu viene ferito agli occhi da Fenrir, divenendo temporaneamente cieco a causa del sangue versato sugli occhi. Negli ultimi episodi dell'anime contro Nettuno sembra quasi riottenere la vista, e anche Hyoga sembra rivedere dall'occhio danneggiato da Isaac di Kraken; tuttavia, nella serie di Hades, Shiryu è di nuovo completamente cieco e Hyoga ha ancora l'occhio sinistro bendato. Non è quindi chiaro con che logica la vista ritorni o rimanga preclusa a questi due personaggi. Questo errore non è presente nel manga.
- Shiryu, nella serie di Hades, assiste al Colpo dei Cento Draghi lanciato dal maestro e riesce a impiegarlo contro alcuni nemici. Non è chiaro come ci riesca, dato che quando lo vede è privo della vista. Questo fatto non viene spiegato nel manga o nell'anime.

## Altri media
Shiryu è apparso in tutti i film tratti dalla serie. Nel musical del gruppo SMAP prodotto negli anni novanta è interpretato da Katsuyuki Mori. È apparso anche in tutte le serie videogiochi ispirati all'opera, e in quelli per la PlayStation 2 è doppiato dal suo storico seiyu Hirotaka Suzuoki (1986-1991, 2002) e in seguito da Takahiro Sakurai (2005-2006), e come personaggio giocabile nei due videogiochi per PlayStation 3. Sirio è inoltre giocabile nel videogioco crossover Jump Force.

### Film
Nei primi quattro film della serie il ruolo di Shiryu è essenzialmente quello di trarre in salvo Saori insieme ai suoi compagni scontrandosi con vari guerrieri.
Nel quinto film, Le porte del paradiso (uscito prima di Next Dimension) Shiryu si reca al Santuario per salvare Atena da Artemis. In questa occasione affronta l'Angel Odisseo e lo sconfigge con l'aiuto di Hyoga.
In I Cavalieri dello zodiaco: La leggenda del Grande Tempio Shiryu rimane lo stesso a livello caratteriale e di aspetto del manga; l'unica differenza è l'elmo, che gli ricopre del tutto la testa, dove, in mezzo alla fronte, è presente l'effigie del drago, e la sua armatura è percorsa dal suo cosmo sotto forma di linee azzurre. La sua caratteristica principale è che non si toglie mai l'armatura, tranne durante lo scontro con Deathmask, che lo aveva privato della sua armatura del cancro.
Nella serie Reboot della Netflix, Shiryu rimane praticamente invariato, mentre l'armatura subisce notevoli modifiche.

## Accoglienza
In Giappone, Shiryu è il personaggio più popolare di Saint Seiya, essendosi classificato primo in un sondaggio relativo ai cinque protagonisti. Come per altri protagonisti di anime e manga sul personaggio sono stati distribuiti vari articoli di merchandising, come plushes e action figure con le differenti armature (si vedano i vari modellini della serie Myth Cloth). Nel manga Proteggi la mia terra di Saki Iwatari, l'autrice - fan indiscussa dell'anime - cita spesso Saint Seiya in maniera più o meno velata nei primi numeri della serie, ad esempio i suoi personaggi si trasformano in Hyoga, Shun e lo stesso Shiryu.